# Utricularia violacea
Utricularia violacea — вид рослин із родини пухирникових (Lentibulariaceae).

## Біоморфологічна характеристика
Однорічник водяний, трав'яниста рослина висотою 3–15 см. Часточки чашечки 2. Віночок верхня губа фіолетовий. Квітки фіолетові/синьо-пурпурові/білі, з вересня по грудень.

## Середовище проживання
Цей вид є ендеміком південної Австралії, тут він зустрічається в Західній Австралії, Південній Австралії, Вікторії та Тасманії.
Цей вид зустрічається в піщаному торфі на околицях боліт, озер і сезонно вологих западин, він також росте на вододілах і протоках у суглинних або глинистих ґрунтах.

## Використання
Цей вид культивується невеликою кількістю ентузіастів роду, комерційна торгівля незначна.